# Cassero Senese (Grosseto)
Il Cassero Senese (XIV secolo) è un'imponente fortificazione lungo le Mura di Grosseto, situata nel complesso del Bastione Fortezza.

## Storia
Assieme a Porta Vecchia, il Cassero Senese è l'unico elemento architettonico della cinta muraria di epoca medievale che è stato risparmiato durante i lavori di ricostruzione delle mura, avvenuti nella seconda metà del Cinquecento.
Dopo essere stato per molti secoli l'elemento centrale del sistema difensivo della città di Grosseto, il cassero ospitò il Distretto Militare tra la metà dell'Ottocento e la seconda guerra mondiale; negli ultimi decenni del secolo scorso, una serie di lavori di restauro hanno permesso il recupero e la riqualificazione dell'intera struttura.

## Descrizione

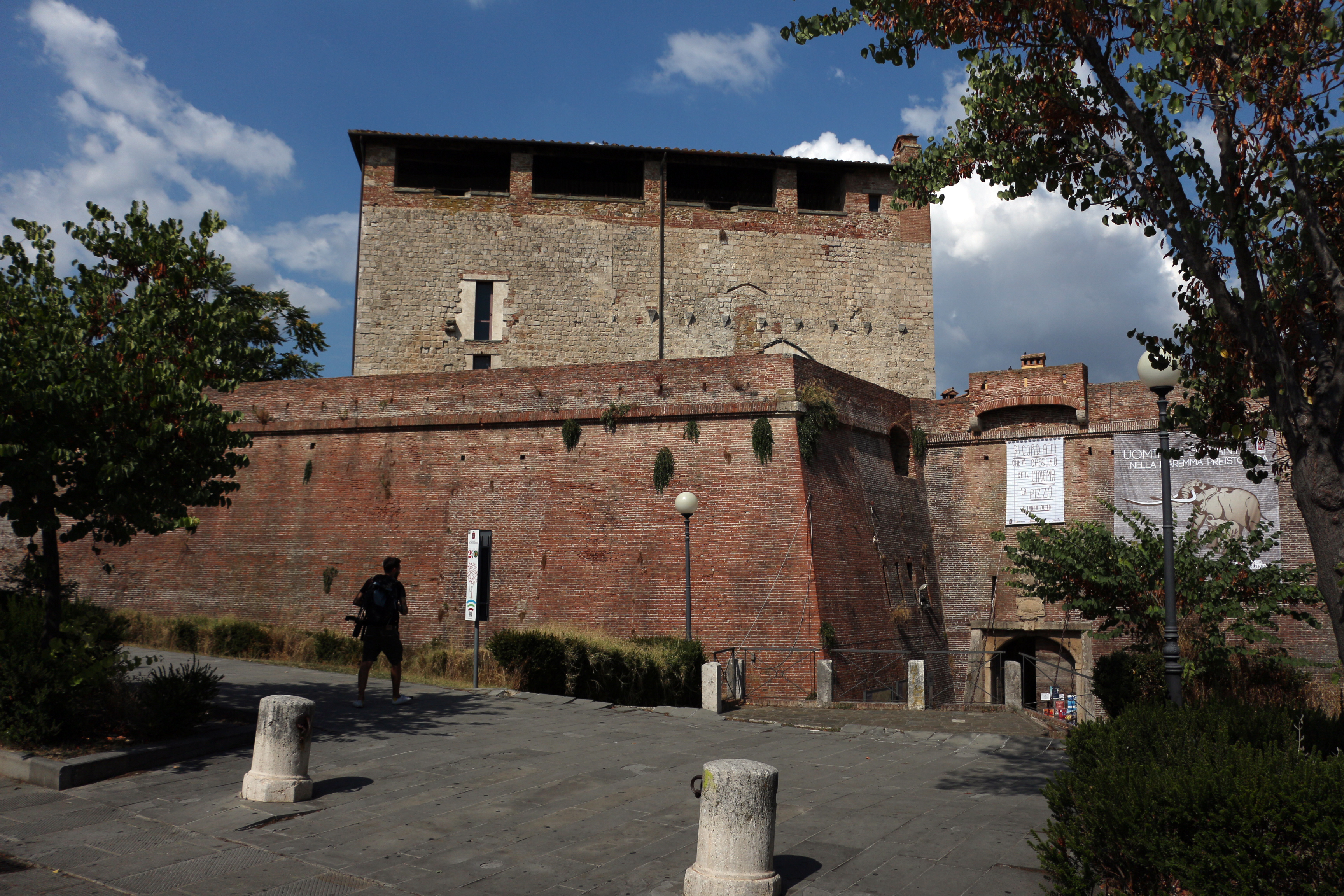
L'entrata col ponte levatoio

Il Cassero Senese si presenta come un basso ma imponente torrione a sezione rettangolare, rivestito esternamente in travertino; la cinquecentesca terrazza sommitale coperta presenta invece il parapetto in laterizio.
Sul lato che si affaccia all'esterno delle mura, lungo la via di circonvallazione, sono degni di nota lo stemma bianco e nero di Siena e il caratteristico doppio arco, dove quello a sesto acuto spicca evidentemente al di sopra di quello tondo ribassato; le rifiniture sono in travertino e marmo nero. La doppia porta che si apre era l'antica Porta di Santa Lucia, che costituiva un punto di accesso al centro storico lungo la cinta medievale.
Viene utilizzato principalmente per l'esposizione di mostre di carattere artistico e fotografico come quella che si tiene annualmente per il Festival Resistente in occasione del 25 aprile.